# 恋川春政
恋川 春政（こいかわ はるまさ、生没年不詳）とは、江戸時代の浮世絵師。

## 来歴
恋川春町の門人、または二代目春町の門人といわれる。北川や恋川の画姓を称し、晩器、花月斎、春政と号す。作画期は享和から文化の頃にかけてとされ、喜多川歌麿風の美人画や読本の挿絵などを描いている。

## 作品
- 『朝顔日記』十冊　読本　※雨香園柳浪作、文化8年（1811年）刊行。「北川春政」挿絵
- 「駕籠の女」　大長判錦絵　城西大学水田美術館所蔵
- 「美人に猫図」　紙本着色　東京国立博物館所蔵
- 「二美人図」　紙本着色　東京国立博物館所蔵
- 「遊女」　絹本着色　光記念館所蔵　※「晩器春政筆」の落款、「春」の朱文方印あり。那須ロイヤル美術館（小針コレクション）旧蔵
- 「懐紙を持つ芸妓図」　紙本着色　熊本県立美術館所蔵　※「春政筆」の落款、「春」の朱文方印と印文不明の白文方印あり